# Kotabaru (Gondokusuman)
Kotabaru is een bestuurslaag in het regentschap Jogjakarta van de provincie Jogjakarta, Indonesië. Kotabaru telt 2518 inwoners (volkstelling 2010).